# Umag Trophy 2015
L'Umag Trophy 2015, terza edizione della corsa, valido come evento dell'UCI Europe Tour 2015 categoria 1.2, si svolse il 4 marzo 2015 su un percorso di 157,5 km, con partenza ed arrivo a Stela Maris, in Croazia. Fu vinto dallo sloveno Marko Kump, che giunse al traguardo con il tempo di 3h25'16" alla media di 46,04 km/h davanti all'azero Maksym Averin e al russo Sergey Nikolaev.
Alla partenza erano presenti 193 ciclisti dei quali 171 completarono la gara.

## Squadre partecipanti
| N. | Cod. | Squadra                     |
| -- | ---- | --------------------------- |
|    | ADR  | Adria Mobil                 |
|    | AMP  | Amplatz-BMC                 |
|    | AWT  | Awt-GreenWay                |
|    | BGT  | Bridgestone-Anchor          |
|    | CCC  | CCC Sprandi Polkowice       |
|    | CAT  | Cycling Academy Team        |
|    |      | GF-Pro Fachklinik Dr.Herzog |
|    | HAC  | Hrinkow Advarics            |
|    | TIK  | Itera-Katusha               |
|    | DUK  | Dukla Banská Bystrica       |
|    | LKT  | LKT Team Brandenburg        |
|    | MKT  | Meridiana-Kamen Team        |
|    | TBJ  | Mlp Team Bergstrasse        |
|    |      | Novo Nordisk Development    |
|    |      | P&S Thüringen               |
|    | RDT  | Rabobank Development Team   |
|    | RAR  | Radenska                    |

| N. | Cod. | Squadra                      |
| -- | ---- | ---------------------------- |
|    | RUS  | Selezione russa              |
|    |      | Sava                         |
|    | SRB  | Selezione serba              |
|    | SKC  | SKC Tufo-Prostejov           |
|    | SWI  | Selezione svizzera           |
|    | BCP  | Synergy Baku Cycling Project |
|    | RWS  | Felbermayr-Simplon Wels      |
|    | THF  | Team Heizomat                |
|    | IDE  | Team Idea 2010 ASD           |
|    | KRA  | Ringeriks-Kraft              |
|    | TSS  | Team Sparebanken Sør         |
|    | STG  | Team Stölting                |
|    | VBG  | Team Vorarlberg              |
|    | TIR  | Tirol Cycling Team           |
|    | UNI  | Unieuro-Wilier               |
|    |      | Veloclub Ratisbona           |
|    | WSA  | WSA-Greenlife                |

## Ordine d'arrivo (Top 10)
| Pos. | Corridore           | Squadra     | Tempo    |
| ---- | ------------------- | ----------- | -------- |
| 1    | Marko Kump          | Adria Mobil | 3h25'16" |
| 2    | Maksym Averin       | Synergy     | s.t.     |
| 3    | Sergey Nikolaev     | Itera       | s.t.     |
| 4    | Rino Gasparrini     | Unieuro     | s.t.     |
| 5    | Bartłomiej Matysiak | CCC Sprandi | s.t.     |
| 6    | Matteo Malucelli    | Team Idea   | s.t.     |
| 7    | Josip Rumac         | Adria Mobil | s.t.     |
| 8    | Anton Samokhvalov   | Itera       | s.t.     |
| 9    | Martijn Tusveld     | Rabobank D. | s.t.     |
| 10   | Aldo Ino Ilešič     | Vorarlberg  | s.t.     |